# Marielle Bohm
Marielle Bohm (* 2. Januar 1981 in Nürtingen) ist eine ehemalige deutsche Handballspielerin, die seit ihrem Karriereende als Trainerin tätig ist.
Bohm wuchs in Wernau (Neckar) auf. Sie begann das Handballspielen im Alter von sechs Jahren beim Wernauer SFH, wo sie bis zu ihrem 18. Lebensjahr spielte. Anschließend wechselte sie für drei Jahre zum TuS Metzingen und danach für vier Jahre zu DJK/MJC Trier. Mit den Trierer „Miezen“ feierte sie 2003 ihren bislang größten sportlichen Erfolg, den Gewinn der Deutschen Meisterschaft. Ab der Saison 2006/07 spielte die 1,74 m große Rückraumakteurin beim Thüringer Handball Club. Zum Ende der Saison 2009/10 verließ Bohm den THC in Richtung VfL Sindelfingen. Ihre aktive Karriere beendete sie im Jahre 2011.
Marielle Bohm gehörte dem Kader der Nationalmannschaft an und bestritt 19 Länderspiele, in denen sie elf Tore warf.
Nach ihrer aktiven Karriere wurde sie Trainerin im Jugendbereich der SG H2Ku Herrenberg. Im Juli 2013 übernahm sie das Co-Traineramt beim Bundesligisten TuS Metzingen. Im Februar 2015 übernahm sie zusätzlich die deutsche Juniorinnen-Nationalmannschaft. Im Mai 2015 entschloss sie sich, dass Co-Traineramt in Metzingen zum Saisonende 2014/15 abzugeben. Nach dem neunten Platz bei der U-19-Europameisterschaft 2019 erklärte sie ihren Rücktritt als Juniorinnen-Nationaltrainerin.
In der Saison 2021/22 war sie als Co-Trainerin beim Drittligisten SG Schozach-Bottwartal tätig und stieg direkt auf in die 2. Bundesliga. Seit Sommer 2022 ist sie baden-württembergische Landestrainerin.

## Sonstiges
Marielle Bohm ist Diplom-Sportwissenschaftlerin von Beruf.